# Naohiro Ikeda
Naohiro Ikeda (japonès: 中野 尚弘)  (Kashima, 17 de gener de 1940 - Nagasaki, 3 de gener de 2021) fou un jugador de voleibol japonès que va competir durant la dècada de 1960.
El 1964 va prendre part en els Jocs Olímpics de Tòquio, on guanyà la medalla de bronze en la competició de voleibol. Quatre anys més tard, als Jocs de Ciutat de Mèxic, guanyà la medalla de plata en la mateixa competició. En el seu palmarès també destaca la medalla d'or als Jocs Asiàtics de 1966.